# Rachel Ward
Rachel Claire Ward (Chipping Norton, 12 settembre 1957) è un'attrice, regista, sceneggiatrice ed ex modella britannica, la cui carriera cinematografica e televisiva si è prevalentemente svolta in Australia.

## Biografia
Primogenita di Peter Alistair Ward e della sua prima moglie Claire Baring, quando stava frequentando la Byam Shaw School of Art di Londra abbandonò gli studi per la carriera da modella (misure dell'epoca 34C-25½-35, altezza 1,73 m). Anni dopo diventò attrice, dapprima solo televisiva poi debuttando nel film Il killer della notte, 1981. Ebbe il ruolo di Meggie Cleary nella miniserie tv Uccelli di rovo, con Richard Chamberlain.

## Vita privata
Dopo aver frequentato David A. Kennedy, figlio di Robert Kennedy, ha sposato l'attore australiano Bryan Brown, conosciuto durante la miniserie che l'ha portata al successo. Il matrimonio è stato celebrato il 16 aprile 1983, e nello stesso anno è stata votata prima tra le dieci donne più belle degli Stati Uniti. Ha tre figli: Rose (1984), Mathilda (1986) e Joe (1992), e vive in Australia con la famiglia.

## Filmografia

### Attrice

#### Cinema
- Il killer della notte (Night School), regia di Ken Hughes (1981)
- Pelle di sbirro (Sharky's Machine), regia di Burt Reynolds (1981)
- Il mistero del cadavere scomparso (Dead Men Don't Wear Plaid), regia di Carl Reiner (1982)
- The Final Terror, regia di Andrew Davis (1983)
- Due vite in gioco (Against All Odds), regia di Taylor Hackford (1984)
- Hotel Colonial, regia di Cinzia TH Torrini (1987)
- Una moglie per bene (The Umbrella Woman), regia di Ken Cameron (1987)
- Come fare carriera nella pubblicità (How to Get Ahead in Advertising), regia di Bruce Robinson (1989)
- Più tardi al buio (After Dark, My Sweet), regia di James Foley (1990)
- Preda d'amore (Double Obsession), regia di Eduardo Montes Bradley (1992)
- Cristoforo Colombo - La scoperta (Christopher Columbus: The Discovery), regia di John Glen (1992)
- Fiamme di passione (Wide Sargasso Sea), regia di John Duigan (1993)

#### Televisione
- Christmas Lilies of the Field, regia di Ralph Nelson – film TV (1979)
- Dynasty – serie TV, 1 episodio (1981)
- Uccelli di rovo (The Thorn Birds), regia di Daryl Duke – miniserie TV (1983)
- Fortress (Fortress), regia di Arch Nicholson – film TV (1986)
- L'ombra del cobra (Shadow of the Cobra), regia di Mark Joffe – miniserie TV (1989)
- Il segreto del mare (And the Sea Will Tell), regia di Tommy Lee Wallace – miniserie TV (1991)
- Giù le mani dalla strega (Black Magic), regia di Daniel Taplitz – film TV (1992)
- Testimonianza pericolosa (Double Jeopardy), regia di Lawrence Schiller – film TV (1992)
- Vette di libertà (The Ascent), regia di Donald Shebib – film TV (1994)
- In the Name of Love – serie TV (1994)
- Twisted Tales – serie TV, 1 episodio (1996)
- Senza ricorso (My Stepson, My Lover), regia di Mary Lambert – film TV (1997)
- Seasons of Love, regia di Daniel Petrie – miniserie TV (1999)
- L'ultima spiaggia (On the Beach), regia di Russell Mulcahy – miniserie TV (2000)
- The Big Schmooze – serie TV, 1 episodio (2000)
- Non te ne puoi andare (And Never Let Her Go), regia di Peter Levin – miniserie TV (2001)
- Bobbie's Girl, regia di Jeremy Kagan – film TV (2002)
- La guerra di Johnson County (Johnson County War), regia di David S. Cass Sr. – miniserie TV (2002)
- Uccelli di rovo: Vecchi amici, nuove storie (The Thorn Birds: Old Friends New Stories), regia di Matthew Asner e Danny Gold – film TV (2003)
- Enough Rope with Andrew Denton – serie TV, 1 episodio (2003)
- Blackbeard, regia di Kevin Connor – miniserie TV (2006)
- Monarch Cove – serie TV, 14 episodi (2006)
- Rain Shadow – serie TV, 6 episodi (2007)

### Doppiatrice
- Peter Rabbit, regia di Will Gluck (2018)

### Regista
- Martha's New Coat (2003)
- Two Twisted - Svolte improvvise (Two Twisted) – serie TV, 1 episodio (2006)
- Rake – serie TV, 2 episodi (2010)
- My Place – serie TV, 3 episodi (2011)
- The Straits – serie TV, 3 episodi (2012)
- An Accidental Soldier – film TV (2013)
- Devil's Playground – miniserie TV (2014)

### Regista e sceneggiatrice
- Blindman's Bluff – cortometraggio (2000)
- The Big House – cortometraggio (2001)
- Beautiful Kate (2009)

## Doppiatrici italiane
Nelle versioni in italiano dei suoi film, Rachel Ward è stata doppiata da:
- Emanuela Rossi in Hotel Colonial, L'ombra del cobra, Il segreto del mare, Non te ne puoi andare
- Roberta Greganti in Due vite in gioco, Uccelli di rovo, L'ultima spiaggia
- Monica Gravina in Giù le mani dalla strega, La guerra di Johnson County
- Valeria Falcinelli in Testimonianza pericolosa, Rain Shadow
- Simona Izzo in Il killer della notte
- Maria Pia Di Meo in Il mistero del cadavere scomparso
- Ludovica Marineo in Più tardi al buio
- Anna Cesareni in Cristoforo Colombo - La scoperta
- Pinella Dragani in Fiamme di passione
- Cinzia De Carolis in Vette di libertà
- Cristina Giolitti in Monarch Cove (ep. 1)
- Marina Thovez in Monarch Cove

Da doppiatrice è sostituita da:
- Stefanella Marrama in Peter Rabbit

## Ascendenza
|                                   |            |                                                           | Genitori                                                |  |  | Nonni |  |  | Bisnonni                         |  |  | Trisnonni                       |  |
|                                   |            |                                                           |                                                         |  |  |       |  |  | William Ward, II conte di Dudley |  |  | William Ward, I conte di Dudley |  |
|                                   |            |                                                           |                                                         |  |  |       |  |  | William Ward, II conte di Dudley |  |  | William Ward, I conte di Dudley |  |
|                                   |            | Georgina Moncreiffe                                       |                                                         |  |  |       |  |  | William Ward, II conte di Dudley |  |  |                                 |  |
| William Ward, III conte di Dudley |            |                                                           |                                                         |  |  |       |  |  | William Ward, II conte di Dudley |  |  |                                 |  |
|                                   |            | Rachel Gurney                                             | Charles Henry Gurney                                    |  |  |       |  |  |                                  |  |  |                                 |  |
|                                   |            | Rachel Gurney                                             | Charles Henry Gurney                                    |  |  |       |  |  |                                  |  |  |                                 |  |
|                                   |            | Rachel Gurney                                             | Alice Marie Prinsep                                     |  |  |       |  |  |                                  |  |  |                                 |  |
| Peter Ward                        |            | Rachel Gurney                                             |                                                         |  |  |       |  |  |                                  |  |  |                                 |  |
|                                   |            | Cromartie Sutherland-Leveson-Gower, IV duca di Sutherland | George Sutherland-Leveson-Gower, III duca di Sutherland |  |  |       |  |  |                                  |  |  |                                 |  |
|                                   |            | Cromartie Sutherland-Leveson-Gower, IV duca di Sutherland | George Sutherland-Leveson-Gower, III duca di Sutherland |  |  |       |  |  |                                  |  |  |                                 |  |
|                                   |            | Cromartie Sutherland-Leveson-Gower, IV duca di Sutherland | Anne Hay-Mackenzie                                      |  |  |       |  |  |                                  |  |  |                                 |  |
| Rosemary Leveson-Gower            |            | Cromartie Sutherland-Leveson-Gower, IV duca di Sutherland |                                                         |  |  |       |  |  |                                  |  |  |                                 |  |
|                                   |            | Millicent St Clair-Erskine                                | Robert St Clair-Erskine, IV conte di Rosslyn            |  |  |       |  |  |                                  |  |  |                                 |  |
|                                   |            | Millicent St Clair-Erskine                                | Robert St Clair-Erskine, IV conte di Rosslyn            |  |  |       |  |  |                                  |  |  |                                 |  |
|                                   |            | Millicent St Clair-Erskine                                | Blanche Fitzroy                                         |  |  |       |  |  |                                  |  |  |                                 |  |
| Rachel Ward                       |            | Millicent St Clair-Erskine                                |                                                         |  |  |       |  |  |                                  |  |  |                                 |  |
|                                   | Guy Baring | Alexander Baring, IV barone Ashburton                     |                                                         |  |  |       |  |  |                                  |  |  |                                 |  |
|                                   | Guy Baring | Alexander Baring, IV barone Ashburton                     |                                                         |  |  |       |  |  |                                  |  |  |                                 |  |
|                                   | Guy Baring | Leonora Digby                                             |                                                         |  |  |       |  |  |                                  |  |  |                                 |  |
| Giles Baring                      | Guy Baring |                                                           |                                                         |  |  |       |  |  |                                  |  |  |                                 |  |
|                                   |            | Olive Smith                                               | Hugh Colin Smith                                        |  |  |       |  |  |                                  |  |  |                                 |  |
|                                   |            | Olive Smith                                               | Hugh Colin Smith                                        |  |  |       |  |  |                                  |  |  |                                 |  |
|                                   |            | Olive Smith                                               | Constance Adeane                                        |  |  |       |  |  |                                  |  |  |                                 |  |
| Claire Baring                     |            | Olive Smith                                               |                                                         |  |  |       |  |  |                                  |  |  |                                 |  |
|                                   |            | Willoughby Brooking Mullins                               | John Mullins                                            |  |  |       |  |  |                                  |  |  |                                 |  |
|                                   |            | Willoughby Brooking Mullins                               | John Mullins                                            |  |  |       |  |  |                                  |  |  |                                 |  |
|                                   |            | Willoughby Brooking Mullins                               | Emily Jane Brooking                                     |  |  |       |  |  |                                  |  |  |                                 |  |
| Mona Montgomerie Mullins          |            | Willoughby Brooking Mullins                               |                                                         |  |  |       |  |  |                                  |  |  |                                 |  |
|                                   |            | Mabel Beatrice Montgomerie                                | Frederick Butler Montgomerie                            |  |  |       |  |  |                                  |  |  |                                 |  |
|                                   |            | Mabel Beatrice Montgomerie                                | Frederick Butler Montgomerie                            |  |  |       |  |  |                                  |  |  |                                 |  |
|                                   |            | Mabel Beatrice Montgomerie                                | Mary Adelaide Henry                                     |  |  |       |  |  |                                  |  |  |                                 |  |
|                                   |            | Mabel Beatrice Montgomerie                                |                                                         |  |  |       |  |  |                                  |  |  |                                 |  |